# Takashi Amano (fotbollsspelare)
Takashi Amano (天野 貴史 Amano Takashi?), född 13 april 1986 i Kanagawa prefektur, är en japansk fotbollsspelare.
Amano började sin karriär 2004 i Yokohama F. Marinos. 2014 blev han utlånad till JEF United Chiba. Han gick tillbaka till Yokohama F. Marinos 2015. 2016 flyttade han till AC Nagano Parceiro. Han avslutade karriären 2017.